# Ginnastica ai Giochi della VII Olimpiade - Concorso individuale maschile
La competizione del concorso individuale maschile di Ginnastica artistica dei Giochi della VII Olimpiade si tenne il 26 agosto 1920 allo Stadio Olimpico di Anversa.

## Classifica finale
Il concorso era composto dalle seguenti prove:
- Un esercizio libero a corpo libero
- Un esercizio libero e uno obbligatorio alla sbarra
- Un esercizio libero e uno obbligatorio alle parallele
- Un esercizio libero e uno obbligatorio agli anelli
- Un esercizio libero al cavallo con maniglie

Ad ogni esercizio è stato assegnato un punteggio da 0 a 10 punti. Inoltre, sono stati assegnati 2 punti per ogni esercizio che un concorrente aveva completato. Punteggio massimo 96 punti.
| Pos.    | Atleta               | Nazione     | Punti |
| ------- | -------------------- | ----------- | ----- |
| Oro     | Giorgio Zampori      | Italia      | 88,35 |
| Argento | Marco Torrès         | Francia     | 87,62 |
| Bronzo  | Jean Gounot          | Francia     | 87,45 |
| 4       | Félicien Kempeneers  | Belgio      | 86,25 |
| 5       | Georges Thurnherr    | Francia     | 86,00 |
| 6       | Laurent Grech        | Francia     | 85,65 |
| 7       | Luigi Maiocco        | Italia      | 85,38 |
| 8       | Luigi Costigliolo    | Italia      | 84,90 |
| 9       | Julianus Wagemans    | Belgio      | 83,58 |
| 10      | Frank Kriz           | Stati Uniti | 83,10 |
| 11      | François Gibens      | Belgio      | 83,08 |
| 12      | Michel Porasso       | Monaco      | 81,40 |
| 13      | Louis-Charles Marty  | Francia     | 81,15 |
| 14      | Peter Hol            | Norvegia    | 80,75 |
| 15      | François Walker      | Francia     | 80,55 |
| 16      | Angelo Zorzi         | Italia      | 80,51 |
| 17      | François Verboven    | Belgio      | 80,42 |
| 18      | Vittorio Lucchetti   | Italia      | 80,12 |
| 19      | Charles Lannie       | Belgio      | 78,95 |
| 20      | Paul Krempel         | Stati Uniti | 78,00 |
| 21      | Bjørne Jorgensen     | Stati Uniti | 76,71 |
| 22      | Joseph Crovetto      | Monaco      | 74,10 |
| 23      | John Mais            | Stati Uniti | 74,10 |
| 24      | Kabil Mahmoud        | Egitto      | 63,30 |
| 25      | Ahmed Amin Tabouzada | Egitto      | 51,85 |